# David Walsh (scheidsrechter)
David H. Walsh (Hoboken, 5 oktober 1889 - 2 juni 1975) was een Amerikaanse basketbalscheidsrechter.
Hij studeerde aan de Hoboken High School van 1901 tot 1907 en later aan de Montclair Teachers College (nu Montclair State University) van 1907 tot 1911. Vervolgens studeerde hij aan de Sargent School of Physical Education tussen 1912 en 1914.
Hij begon als scheidsrechter op zijn Hogeschool in 1911 en klom verder op tot hij een van de zes topscheidsrechters was aan de Oostkust. Daarnaast is hij medeauteur van het eerste handboek voor scheidsrechters, het "Manual of Basketball Officiating". In 1961 werd hij opgenomen in de Basketball Hall of Fame.